# タイガーテールドーナツ
タイガーテールドーナツ(Tiger tail donut)は、異なる色の生地がトラの尾のような模様に見えるドーナツである。生地には、チョコレート、チョコレートとシナモン、シナモンとリンゴとココナッツ等を用いる。カリフォルニア州グレンドーラのThe Donut Manでは、この店の名物とであるストロベリードーナツに次いで、2番人気となっている。2010年、クアラルンプールのダンキンドーナツは、寅年を記念して、タイガーテールドーナツを販売した。The Press Democrat誌のErin Alldayは、カリフォルニア州サンタローザのDonut Hutで、タイガーテールドーナツのことを「最も普通でないドーナツ」と称した。